# Mahindra-Renault Verito
El Mahindra-Renault Verito es la versión hindú del Dacia Logan, producida inicialmente en asocio entre la francesa Renault y la firma hindú Mahindra Automobiles desde el año 2007, y en la actualidad es únicamente manufacturado por la Mahindra, cambiándole el nombre de Mahindra-Renault por el de Mahindra Verito incluso dotándolo con motores diésel de propia manufactura.

## Historia

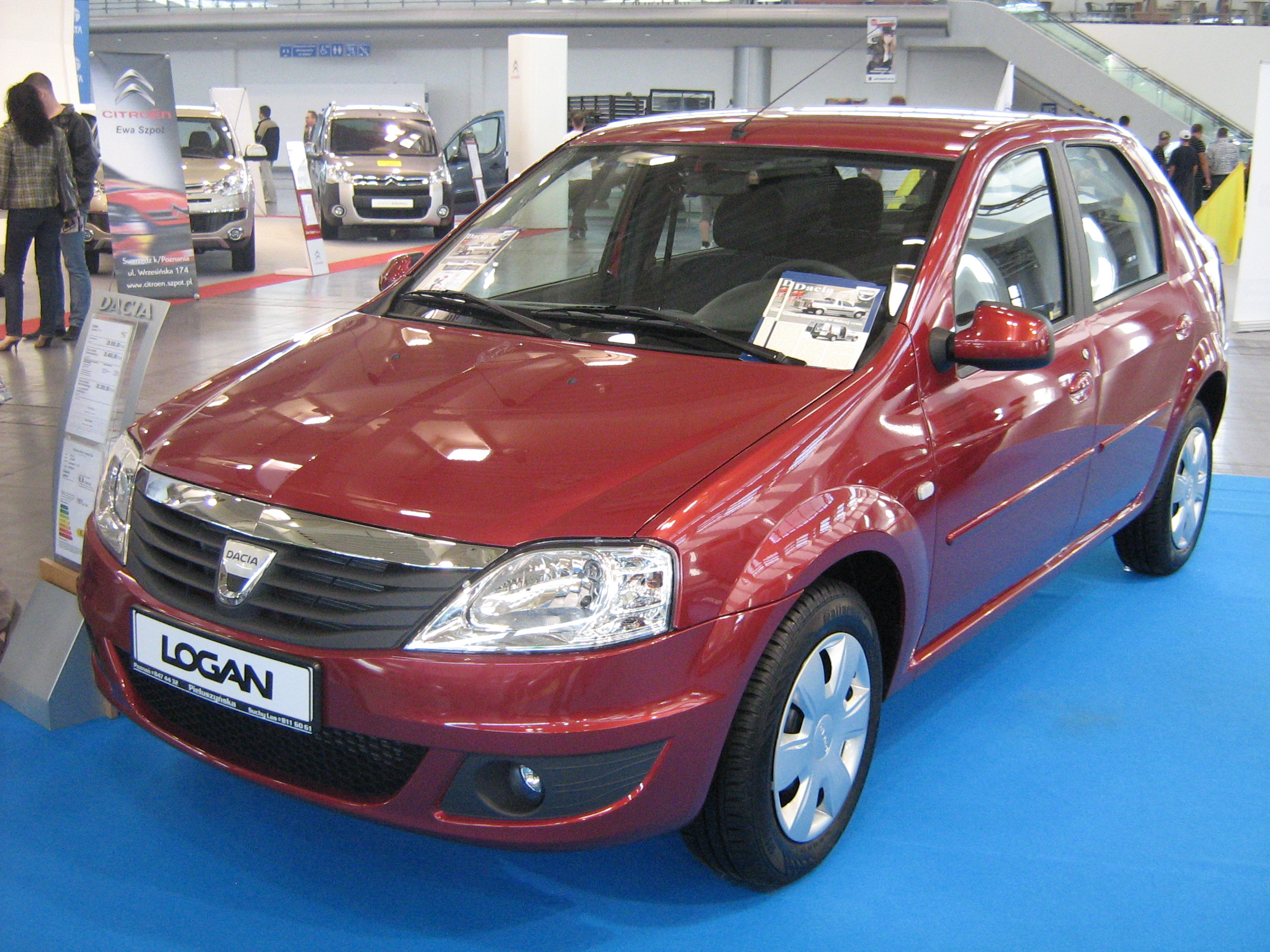
El Dacia Logan, el coche del cual el Mahindra Verito toma su mecánica y diseño.

En la India, el Dacia Logan era comercializado inicialmente como el Mahindra-Renault Logan. En el año 2005, Renault comienza a brindar apoyo a la firma hindú Mahindra & Mahindra (M&M), un reconocido fabricante local de vehículos utilitarios y de pasajeros, para la producción bajo licencia de éste coche en una sociedad de tipo joint-venture, que posteriormente fuera absorbida totalmente por el productor hindú.
Lanzado en el 2007, el Dacia Logan no pudo llegar a ser el éxito que esperaba su fabricante en el difícil mercado hindú[cita requerida], con unas ventas por debajo de lo estimado inicialmente. De hecho sólo se sabe que 44,000 vehículos del modelo se han vendido localmente, y más de 2,600 se han vendido en Nepal y Sudáfrica (M&M a su vez cuenta con la licencia de producción exclusiva para los países como la India, Nepal y Sudáfrica).
En el mes de abril del año 2010, es anunciado por parte de las firmas que la M&M había adquirido el total de las acciones en manos de la francesa  Renault en la sociedad joint venture Mahindra Renault.  En el nuevo acuerdo signado entre las partes se le concede a la M&M más flexibilidad en posibilidades de reingeniar éste coche para poderlo equipar de acuerdo a las necesidades del futuro propietario hindú. 
El coche Mahindra-Renault Logan fue comercializado con el logo de la sociedad Mahindra-Renault hasta el final del mes de marzo del año  2011. Tras la disolución de la sociedad joint-venture entre la Renault India y la M&M en el año 2010, Mahindra retuvo los derechos de producción y de comercialización del Logan para poner sus propios nombres si así lo deseaba, cosa que se concretó al renombrarlo como Mahindra Verito, coche que tuvo pocas reformas posteriores comparado a su base de creación, como un nuevo frontal, pero retuvo entre otras cosas los motores de la Renault, en las variantes a gasolina y de propulsión diésel.
El 26 de julio de 2012, una versión remozada del coche fue revelada por la Mahindra en Nueva Delhi, y el 5 de junio de 2013 una versión de tipo notchback de cinco puertas sería lanzada en Mumbai, a la que se llamó Verito Vibe.

## Características
El Mahindra Verito se diferencia del Logan original por ciertas características, como son el cambio en el diseño frontal y de la tapa del maletero, que incorporan los logos y otras luces de formas más alargadas y de mayor tamaño de diseño original en la fábrica hindú, pero la versión Verito Vibe es diferente sustancialmente, ya que, al ser un cupé de cinco puertas; elimina el distintivo baúl de gran capacidad del Logan ordinario, pero le da una apariencia más deportiva y juvenil, mostrando entre otras cosas, unos rines muy semejantes a los del Sandero Sportway y la extinción del maletero.
Las comparaciones entre el coche rumano y el hindú son por demás distintivas y muy alejadas el uno del otro. El coche rumano es más logrado que el hindú en materia de seguridad, el coche rumano es menos costoso y por ende; más asequible para el promedio de la población en la India; mientras que el coche hindú raramente se ha encarecido respecto al Logan, dejándole poco margen de acción a la Mahindra en el segmento popular donde quiere introducirse con su propio coche popular, al producir localmente el Logan pero ya en sus instalaciones. Pero poco ha calado debido a que los motores de la Mahindra son más costosos que los del coche rumano pues los motores originales del Logan son en su mayoría los reputados bloques K4K a gasolina y de 1,5 litros de cubicaje (los que son compartidos con el Dacia Sandero, el Duster y el Lodgy) pero le dan una más amplia variedad, ya que ofrecen motores diésel que ni la Nissan, sociedad filial de la Renault; le haya dotado incluso en sus propios carros (motores de 1,6 litros de combustible diésel).